# Villa Cerro Castillo
Cerro Castillo es la capital de la comuna de Torres del Paine, y la última localidad antes de ingresar al parque nacional Torres del Paine. Se ubica a 63 km al norte de Puerto Natales. Cuenta con una población de 130 habitantes, quienes en su mayoría desarrollan labores ganaderas. Está ubicada dentro de la cuenca hidrográfica del río Serrano.
Gran parte de sus construcciones datan de principios de siglo pasado y pertenecieron a la ex-estancia Cerro Castillo considerada la más extensa de la parte continental de la región.

## Colonización
Afirmaban fuentes argentinas sobre la pérdida de territorio ocupado por los estancieros Tweede al norte del lago Toro, McPherson y Kark al suroeste de Castillo, debido al laudo arbitral. Sin embargo, los criterios de consenso dejaron fuera de territorio chileno estancias que habían sido colonizadas bajo dominio magallánico.
Así el esfuerzo de los colonos alemanes e ingleses junto a la decisión administrativa de Manuel Señoret consolidó el actual territorio de la cuenca hidrográfica en disputa a finales del siglo xix.
Sin embargo, el mayor efecto demográfico lo tuvo la Sociedad Explotadora de Tierra del Fuego (SETF), que primero compró a Rodolfo Stubenrauch y Augusto Kark, fundando la estancia Cerro Castillo.

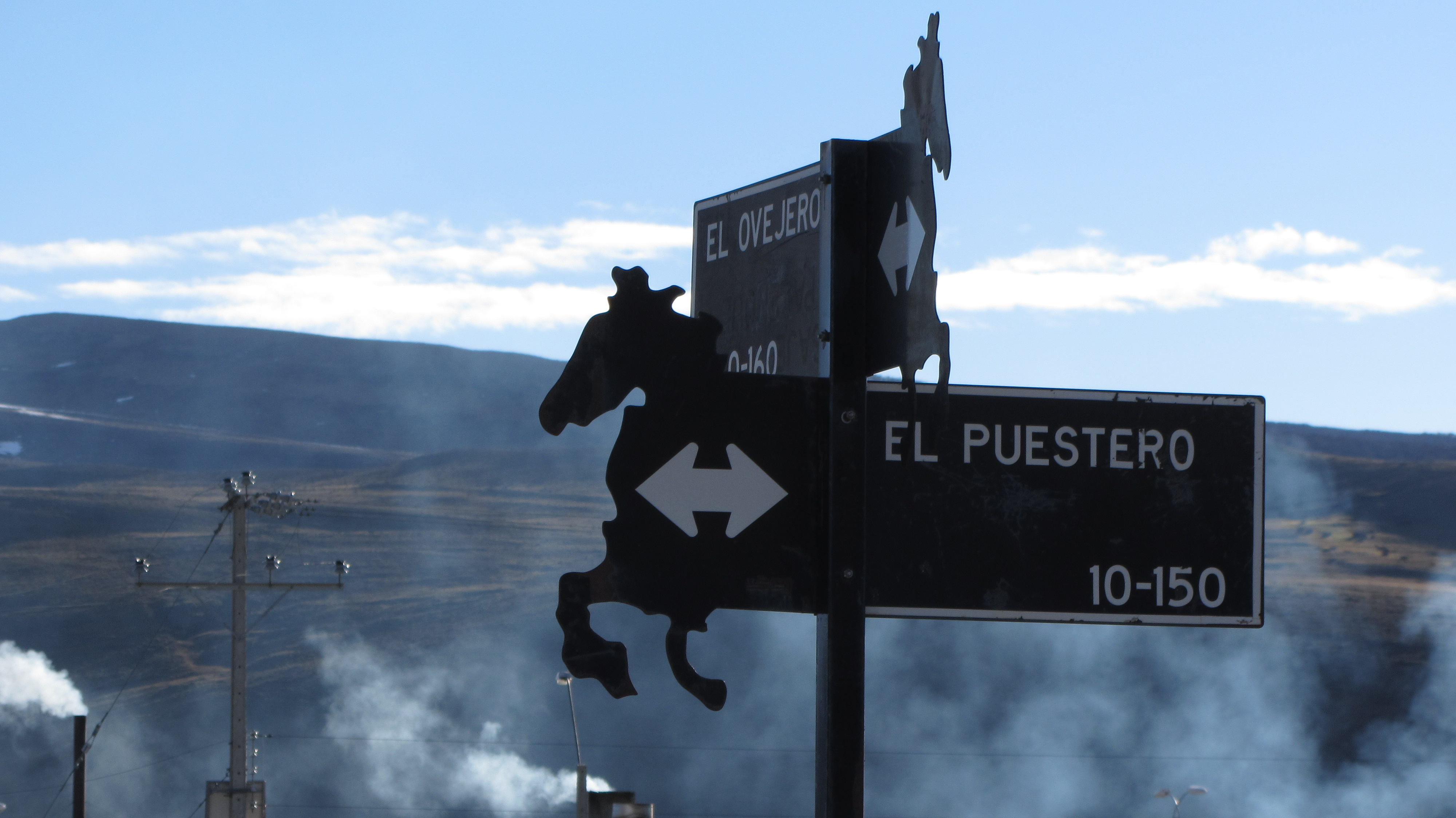
Señaléticas con forma de caballo. Detrás el humo de las estufas a leña.
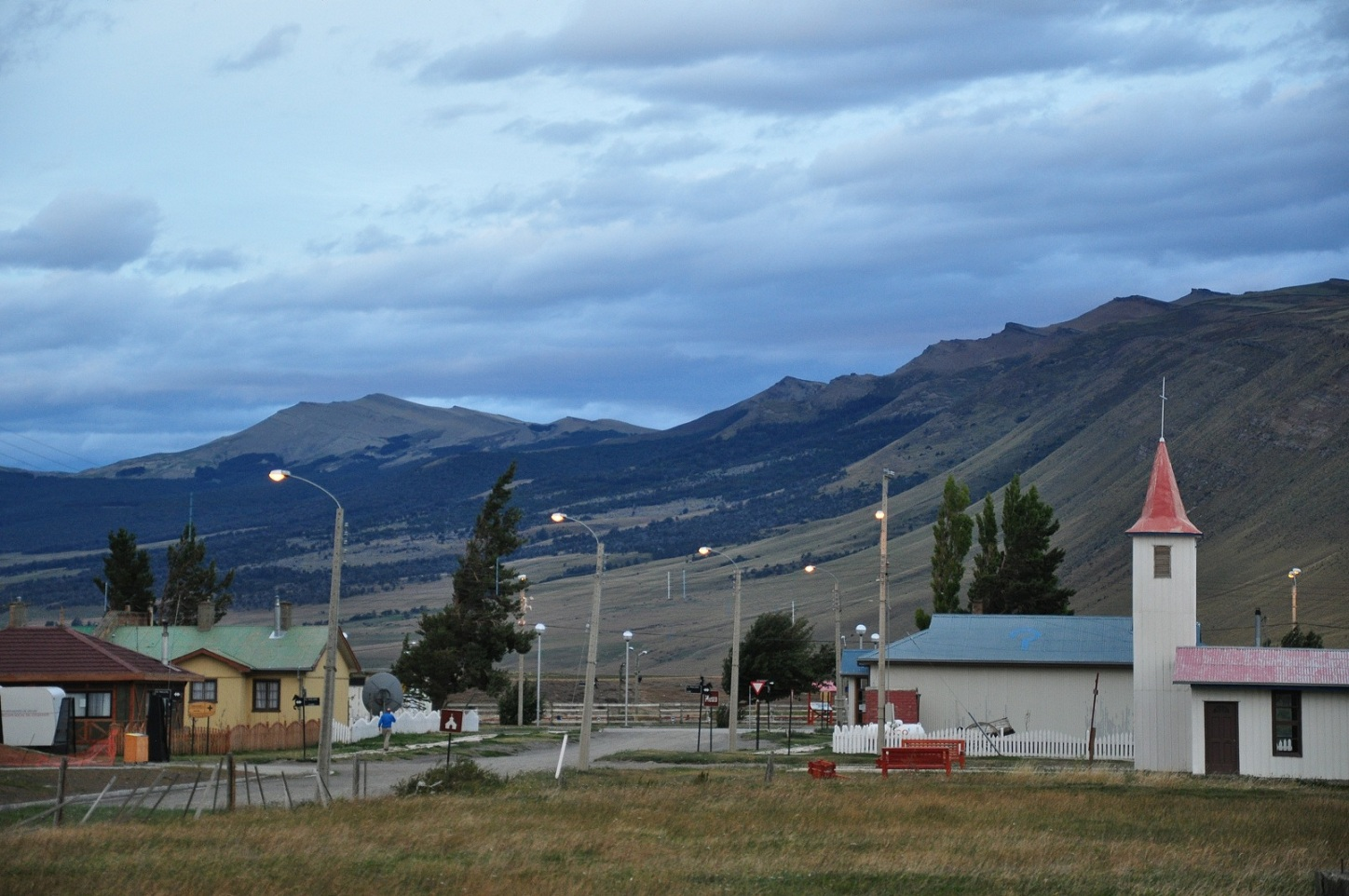
Centro de Cerro Castillo en 2011.
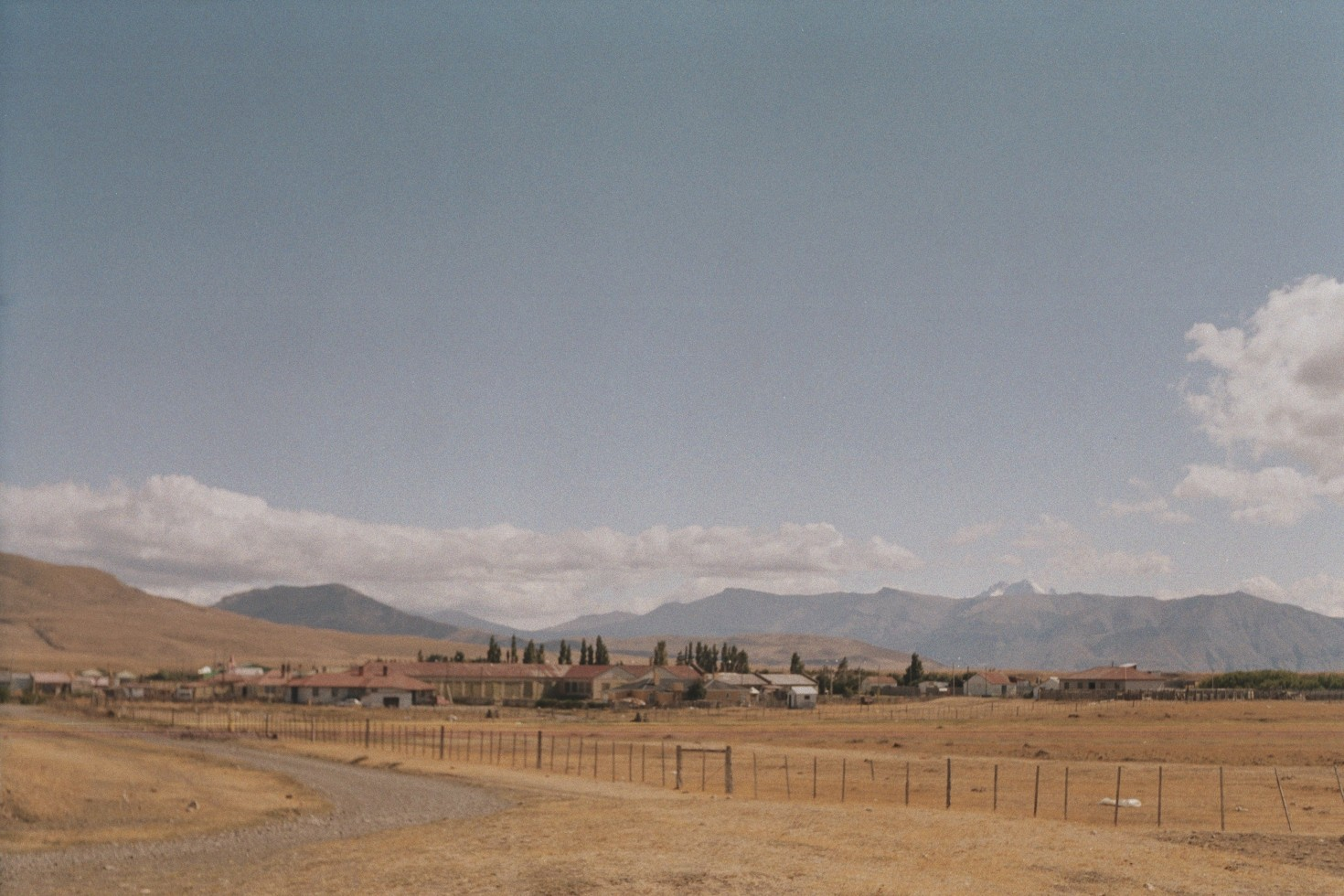
2008